# Vol. 4 (Lullacry)
Vol.4 è il quinto album in studio del gruppo musicale finlandese Lullacry, pubblicato nel 2005 dalla Spinefarm Records.

## Tracce
1. Perfect Tonight
2. Love, Lust, Desire
3. Fire Within
4. Stranger In You
5. Heart Shaped Scars
6. Soul In Half
7. Killing Time
8. I Want You
9. King Of Pain
10. Zero
11. I Stole You Love (Bonus nella versione giapponese dell'album)
12. L.O.V.E. Machine (Bonus nella versione giapponese dell'album)